# Grimoald III de Bénévent
Pour les articles homonymes, voir Grimoald de Bénévent.
Grimoald III de Bénévent, né après l'an 758, est un duc et prince lombard de Bénévent de mai 788 à sa mort en novembre/décembre 806.

## Biographie
Second fils du duc Arigis et de la princesse lombarde Adalberge, fille du roi Didier (Desiderius/Daufer), il devient l'otage de Charlemagne, roi des Francs et vainqueur des Lombards, en 774.
À la mort de son père et de son frère aîné Romuald (victimes de la peste) le 26 août 787, il retourne en Italie, devient prince de Bénévent sous tutelle franque en mai 788 et doit, la même année, faire face à une tentative d'invasion byzantine dirigée entre autres par le prince Adalgis, son oncle, fils du roi lombard déchu Didier, vaincu et cloîtré par Charlemagne dans le nord de la Gaule : aidé par des troupes franques commandés par les ducs Winigis et Hildebrand de Spolète, il parvient à rejeter l'invasion à la mer. Peu après, il tente de se débarrasser de la suzeraineté franque et se révolte en 792. Les interventions des fils de Charlemagne, Pépin, roi des Lombards (ou « roi d'Italie »), et Charles le Jeune en 793 et 801 ne parviennent pas à le soumettre. Grimoald III meurt après un règne 18 ans selon le « Chronicon Salernitanum ».
Il épouse vers 789/791 une certaine Euanthia qu'il répudie en 795.

## Sources
- Jean Chrétien Ferdinand Hoefer Nouvelle biographie générale Firmin Didot frères, fils et cie, 1858.
- René Poupardin Études sur l'histoire des principautés lombardes de l'Italie méridionale et de leurs rapports avec l'Empire franc. Paris : Champion, 1907. [Lire en ligne (Internet Archive)].